# Furcraea guerrerensis
Furcraea guerrerensis är en sparrisväxtart som beskrevs av Eizi Matuda. Furcraea guerrerensis ingår i släktet Furcraea och familjen sparrisväxter. Inga underarter finns listade i Catalogue of Life.